# Vicki Richter

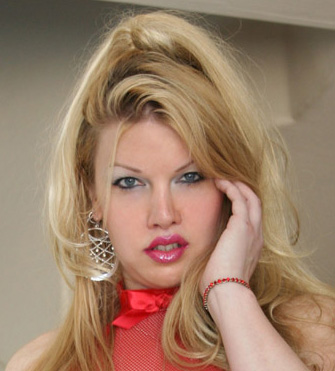
Vicki Richter

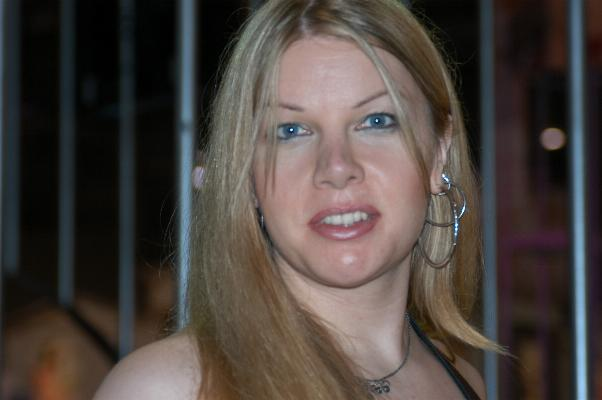
Vicki Richter, 2005

Vicki Richter (* 1977 in Südkalifornien) ist eine transgeschlechtliche US-amerikanische Pornodarstellerin. Sie war von 2002 bis 2009 in der Pornofilmbranche tätig und gilt als eine der bekanntesten transgeschlechtlichen Pornodarstellerinnen. Sie stand bei dem Produktionsunternehmen Evil Angel unter Vertrag und arbeitete mit dem Pornofilm-Regisseur Joey Silvera zusammen.

## Leben
Nach ihrer geschlechtsangleichenden Operation im Jahr 2000 begann sie ihre Karriere als Darstellerin und arbeitete vor allem für die auf transgeschlechtliche Pornografie spezialisierten Websites Bob’s TGirls, Shemaleyum und Franks Tgirls. Eine der ersten Filmproduktionen, in denen sie mitwirkte, war Transsexual Beauty Queens #15. Sie bezeichnete Danielle Foxxx, Joanna Jet und Vo D'Balm als beste Darstellerinnen und gibt an, auch von Gia Darling inspiriert worden zu sein. Bei der Gestaltung ihrer Website kooperierte sie mit verschiedenen Fotografen. Sie zögerte ihre geschlechtsangleichende Operation lange Zeit hinaus, um 2005 den für sie wegen einer finanziellen Notsituation notwendigen Arbeitsvertrag mit Evil Angel nicht zu gefährden.
Sie lebt in Phoenix, Arizona.

## Auszeichnungen
- 2005 AVN Award: Transsexual Performer of the Year[3]
- 2006 AVN Award nomination for Transsexual Performer of the Year[4]
- 2009 AVN Award nomination for Transsexual Performer of the Year[5]
- 2009 The Tranny Awards Winner for Best Transsexual Performer[6]